# Красный Партизан (Алтайский край)
Кра́сный Партиза́н — село в Чарышском районе Алтайского края. До 4 марта 2022 года административный центр сельского поселения Краснопартизанский сельсовет.

## История
Образовано в 1929 году как центральная усадьба совхоза-гиганта «Скотовод». После разукрупнения совхоза, в 1932 году, он получил новое название «Красный партизан».

## Население
| 2002  | 2005  | 2006  | 2007  | 2008  | 2009  |
| ----- | ----- | ----- | ----- | ----- | ----- |
| 1500  | ↘1358 | ↗1375 | ↘1368 | ↗1394 | ↗1410 |
| 2010  | 2011  | 2012  | 2013  |       |       |
| ↘1364 | ↘1355 | ↘1325 | ↘1318 |       |       |

Национальный состав
Согласно результатам переписи 2002 года, в национальной структуре населения русские составляли 98 %.